# Động lực học
Trong vật lý học, động lực học là một ngành trong cơ học  chuyên nghiên cứu chuyển động của các vật thể và mối liên hệ giữa chúng với tương tác giữa các vật. Động lực học quan tâm đến nguyên nhân sinh ra chuyển động của các vật, đó chính là Lực.
Cơ sở của động lực học trong thế giới vĩ mô (kích thước lớn hơn cỡ milimét) là các định luật Newton và nguyên lý Galileo, theo cơ học cổ điển, hay các tiên đề của thuyết tương đối.
Cơ sở của động lực học trong thế giới vi mô (kích thước nhỏ hơn cỡ micrômét) chính là thuyết lượng tử.

## Phân ngành
- Cơ học vật rắn
  - Động học
- Cơ học chất lỏng
  - Thủy động lực học
  - Khí động lực học

## Các nguyên lý
- Nguyên lý biến thiên và các phương trình Lagrange
- Bài toán hai vật
- Các phương trình Hamilton
- Biến đổi chuẩn tắc
- Phương trình Hamilton-Jacobi